# Viévy, Côte-d'Or
Viévy är en kommun i departementet Côte-d'Or i regionen Bourgogne-Franche-Comté i östra Frankrike. Kommunen ligger i kantonen Arnay-le-Duc som tillhör arrondissementet Beaune. År 2022 hade Viévy 360 invånare.

## Befolkningsutveckling
Antalet invånare i kommunen Viévy
Referens:INSEE